# أريستيدس

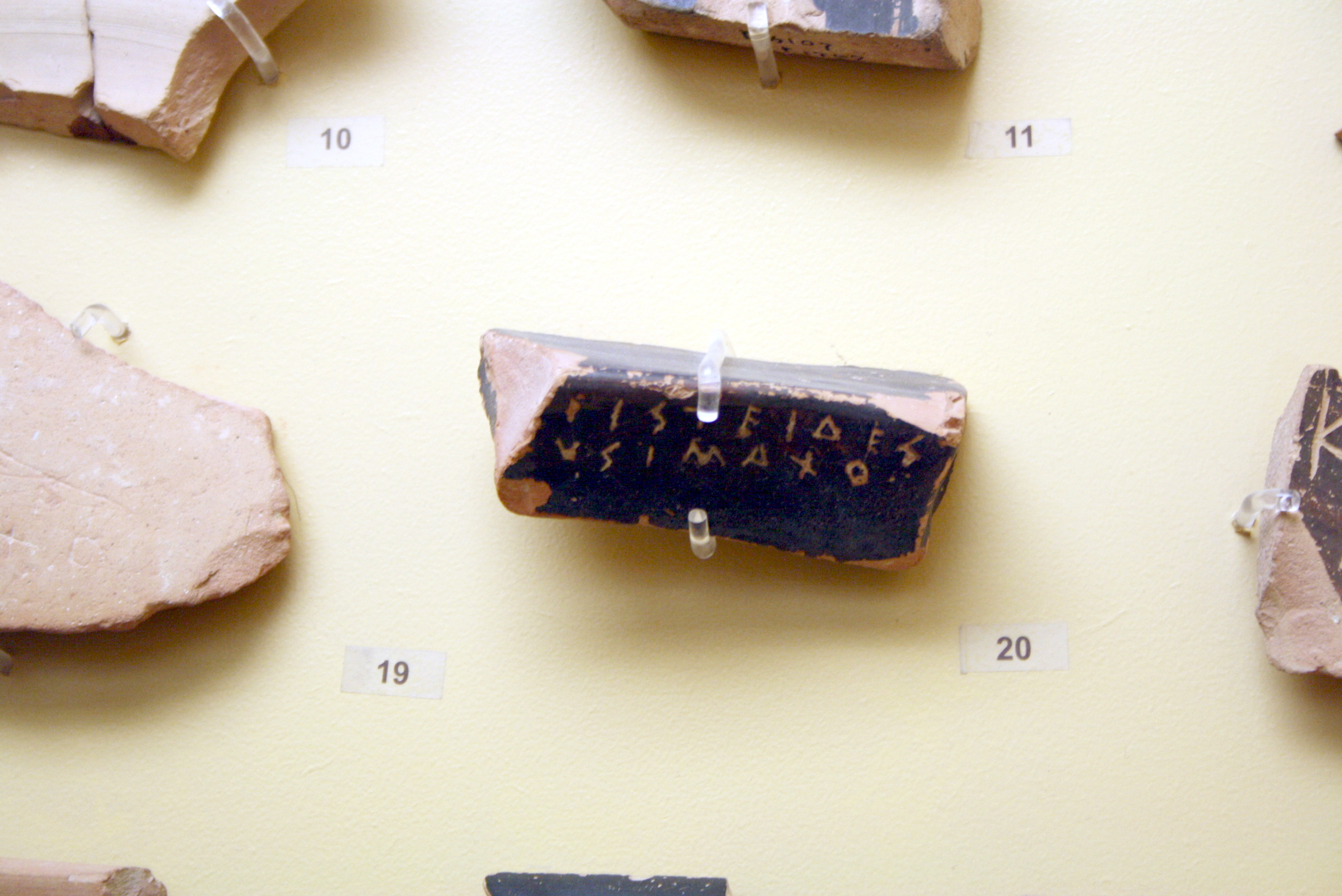
فحارة عليها اسم أريستيدس استخدمت في التصويت لنفيه

أرستيدس (حوالي 530 – 468 قبل الميلاد) هو سياسي وقائد عسكري أثيني، ويلقب بالعادل، وكان ابن عائلة ذا ثراء متوسط. اشتهر بدوره في الحرب ضد الفرس.

## حياته
لم يصلنا الكثير عن أوائل سنين حياته أكثر من أنه أصبح تابعا للسياسي كليسثنيس وأيد الحزب الأرستقراطي في السياسة الأثينية. بزغ نجمه أولا كقائد عسكري (ستراتيغوس) في قيادة قبيلته الأنطيوخيين في معركة ماراثون، ومما لا شك فقد انتخب رئيس الأرخون للسنة اللاحقة (489-488 قبل الميلاد) كنتيجة للشهرة التي حققها بعد المعركة. وتماشيا مع سياسته المحافظة التي استهدفت إبقاء أثينا كقوة برية، فقد كان أحد المعارضين الرئيسيين لسياسة ثيميستوكليس البحرية.
انتهي النزاع بين الزعيمين بنفي أريستيدس من غير محاكمة، وكان هذا في تاريخ يختلف عليه بين عامي 485 أو 482 قبل الميلاد. ويقال بأنه في هذه المناسبة أتي إليه ناخب لم يعرفه، وأعطاه قطعته الفخارية، وطلب منه أن يكتب فوقها اسم أريستيدس. وسؤل الأخير إن كان أريستيدس أخطأ بحقه، فأجاب بالنفي، وقال «أنا لا أعرفه حتى، لكن الأمر يزعجني عندما أسمعهم في كل مكان يدعونه العادل».
في بدايات العام 480 ق م استفاد أريستيدس من المرسوم الذي يقول: أن المنفيين ما بعد معركة سالاميس سيساعدون في الدفاع عن أثينا ضد المحتلين الفرس، وانتخب كقائد عسكري لسنة 480 – 479 قبل الميلاد. وفي حملة سالاميس دم دعمه ولاءه إلى ثميستوكليس، وتوج النصر بإنزال المشاة الأثينيين على جزيرة بسيتاليا وأباد الحامية الفارسية المتمركزة هناك.
في عام 479 ق م أعيد انتخابه في منصب قائد عسكري، وائتمن على القوات الخاصة كقائد الفريق الأثيني في معركة بلاتيا؛ ويقال أيضا أنه قمع مؤامرة بين بعض المتذمرين الأوليغاركيين في الجيش، واستطاع تهدئة الأمور بتعقل، ولعب دورا بارز في الترتيب لاحتفالات النصر. في عام 478 أو 477 قبل الميلاد كان أريستيدس في قيادة السرب الأثيني على بيزنطيوم، وكسب ثقة الحلفاء الأيونيين حتى أنهم عرضوا عليه القيادة وتركوا له التقدير المطلق في تثبيت الاتحاد الديلي المشكل حديثا، وذلك بعد التمرد على الأدميرال الإسبارطي باوسانياس. كما حاول الاهتمام بالنظام الضريبي طيلة سنوات قيام الاتحاد؛ ومن المحتمل أنه اكتسب لقب العادل من هذا الحادث.
ترك أريستيدس قيادة الأسطول بعد وقت قصير إلى صديقه كيمون، لكنه واصل ممارسة مهامه في قيادة أثينا. وبدا في بادئ الأمر أنه حافظ على علاقاته الطيبة مع ثيميستوكليس، والذي قيل بأنه ساعده في خداع الاسبرطيين على إعادة بناء حيطان أثينا. لكن بالرغم من الروايات التي مثل فيها المؤلفين القدماء صورة أريستيدس كمصلح ديمقراطي، فمن المؤكد بأن السياسة الأثينية خلال الفترة التي تبعت الحروب الفارسية، كانت إحدى ردود الفعل على الحرب. (وطرح بلوتارخ نظرية بأنه بعد بلاتايا فتح أريستيدس الأرخونية لكل المواطنين).

## وفاته
قالت بعض المصادر أنه مات في أثينا، وأخرى أنه مات في رحلة إلى البحر الأسود. أما تاريخ موته الذي ذكره نيبوس هو 468 قبل الميلاد؛ فقد عاش ليشهد نفي ثيميستوكليس، الذي كريما معه دائما، لكنه مات قبل ارتقاء بريكليس. ويبدو أن أملاكه عانت بشدة من الغزوات الفارسية، فلم يترك مالا كافيا لدفع نفقات دفنه، ومن المعروف بأن أحفاده استلموا رواتب رسمية حتى في القرن الرابع قبل الميلاد.

## قراءات أخرى
سيرة أريستيدس بقلم بلوتارخ؛ حياة أرستيدس (باللاتينية: Vita Aristidis) بقلم كورنيليوس نيبوس.
في غياب المعلومات الإيجابية فإن كتاب القرن الرابع (الذين يعتمد عليهم بلوتارخ ونيبوس بشكل رئيسي) قد وصلهم لقب العادل، ونسجوا حوله عدد من الحكايات الخيالية أكثر منها التاريخية. عمليا فإن هيرودوتس يعتبر المصدر الوحيد الجدير بالثقة.